# Herb gminy Grzegorzew
Herb gminy Grzegorzew – jeden z symboli gminy Grzegorzew, autorstwa Piotra Gołdyna, ustanowiony 28 czerwca 2014.

## Wygląd i symbolika
Herb przedstawia na tarczy w polu srebrnym tarczy mur czerwony ceglany z umieszczonymi ponad jego linią dwiema wieżami, również barwy czerwonej, zakończonymi blankami. W każdej z wież jest jeden otwór okienny – czarny.